# Sklářská píšťala

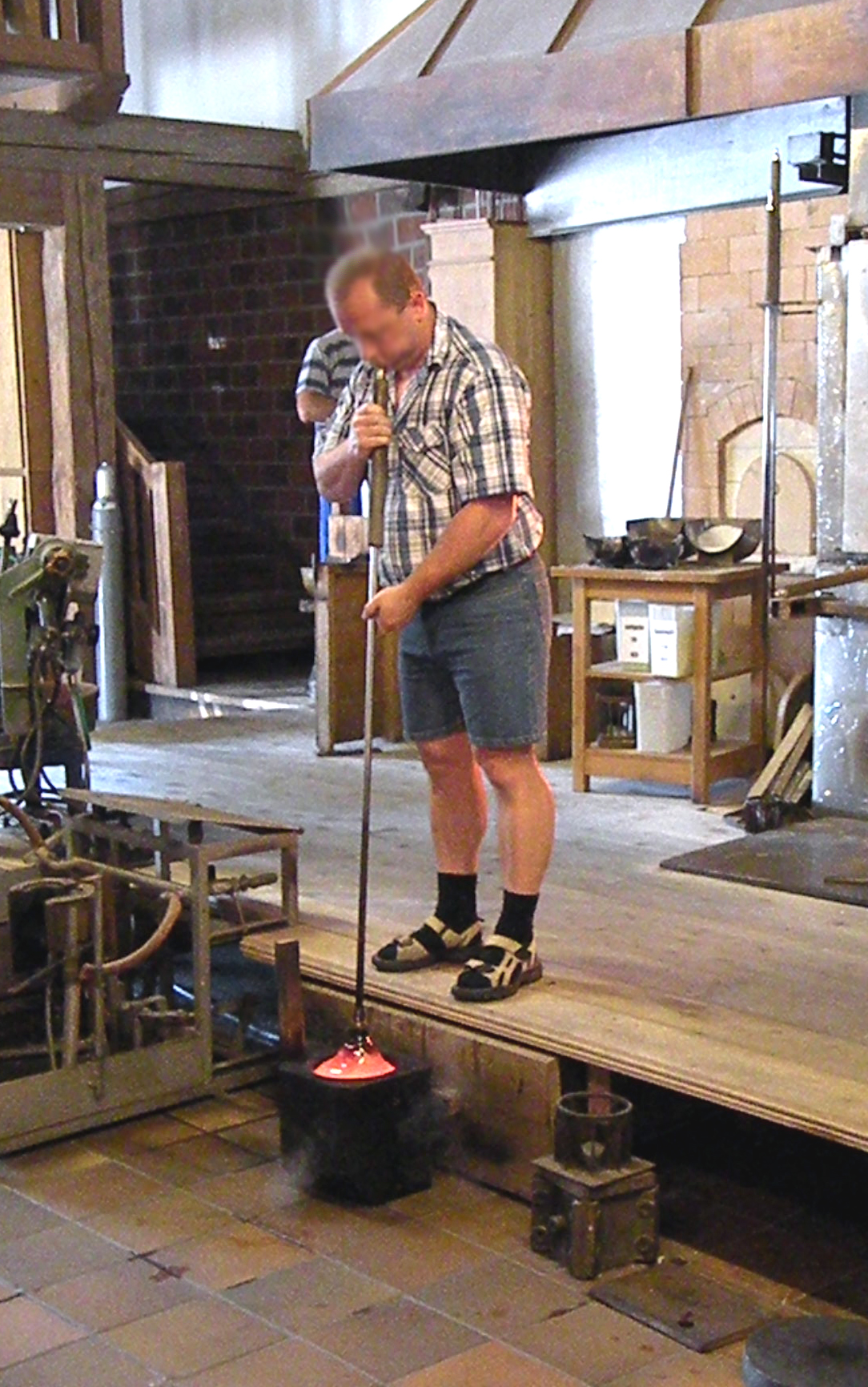
Foukání skla do formy

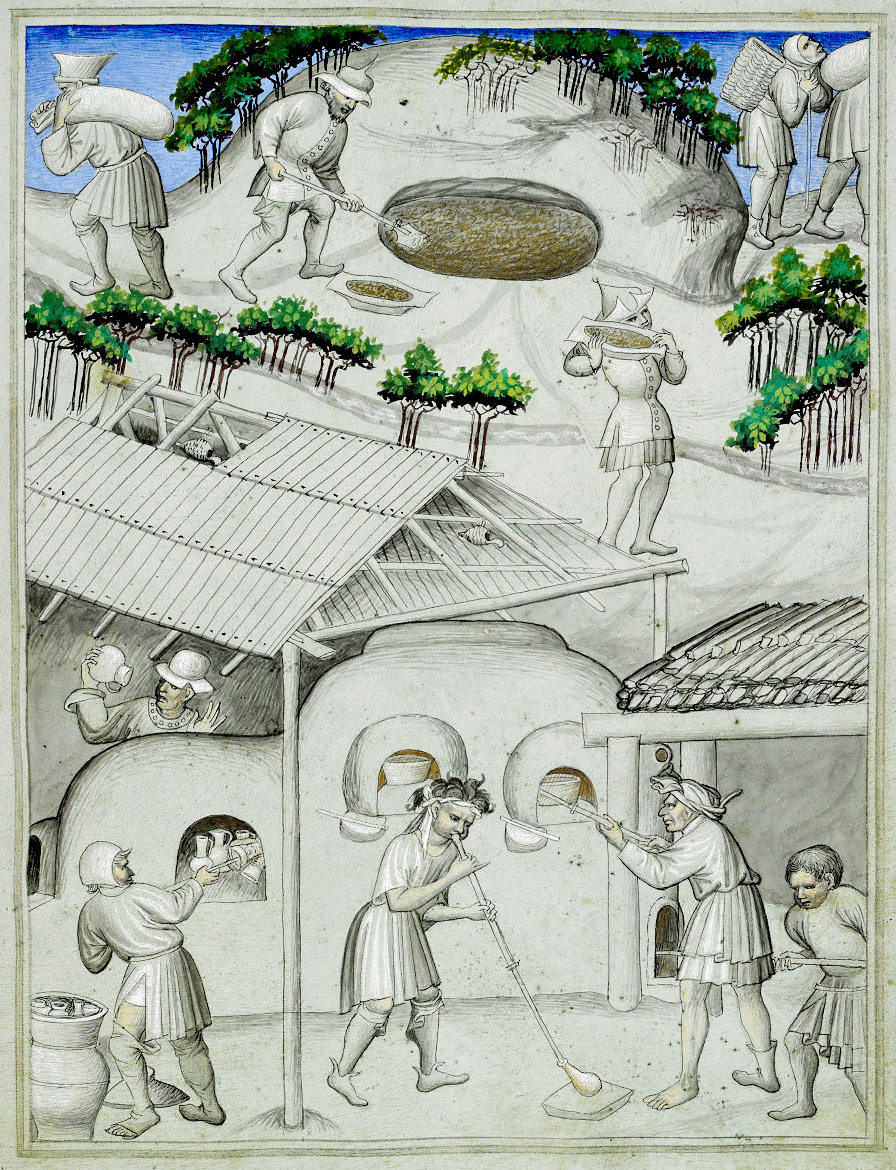
Rytiny sklářů ve sklárně z Mandevillově cestopisu

Sklářská píšťala je hlavní pracovní nástroj sklářů sloužící k foukání skla. 

## Popis
Sklářská píšťala je dutá tyč dlouhá až několik metrů. Na jeden konec nabírá sklář roztavenou sklovinu a z druhé strany do ní fouká, čímž z měkkého roztaveného skla vzniká tzv. baňka. Ta se pak fouká do sklářské formy, nebo se tvaruje sklářským nářadím. Běžné sklářské píšťaly se skládají z návarku (část, kterou se na píšťalu nabírá sklovina), těla píšťaly, izolované části a náustku. 
S nejstaršími píšťalami se setkáváme již u Féničanů (asi 1500 – 300 př. n. l.). Jednalo se zřejmě o keramické trubice zhotovené z hlíny. Na českém území jsou to pak úlomky sklářských píšťal pocházející ze 13. století, nejstarší zobrazení pak spadá do 15. století, kdy v Mandevillově cestopisu nacházíme iluminaci skláře s píšťalou.